# ブランコ郡 (テキサス州)
ブランコ郡（ブランコぐん、英: Blanco County）は、アメリカ合衆国テキサス州の中央部、エドワーズ高原に位置する郡である。2010年国勢調査での人口は10,497人であり、2000年の8,418人から24.7％増加した。郡庁所在地はジョンソンシティ市（人口1,656人）であり、同郡で人口最大の町はブランコ市（人口1,739人）である。ブランコ郡は1858年に、バーネット郡、コマール郡、ジルスピー郡、ヘイズ郡の一部を合わせて設立され、郡名は郡内を横切るブランコ川に因んで名付けられた。郡庁所在地は1858年から1890年までブランコ市だったが、その後にジョンソンシティ市に移され、現在に至っている。

## 年譜
- 1150年、最初のインディアン部族がブランコ郡となった地域に住んだ。リパン・アパッチ族の先祖と考えられている[5]
- 1721年、ホセ・デ・アズロール・イ・ビルト・デ・ベラが、ブランコ川を名付けた
- 1826年、ベンジャミン・ミラムが、コロラド川とグアダルーペ川の間に、300家族が入植できる土地の許可を得た
- 1836年、コマンチ族が地域全体の領有を主張した
- 1847年、ミューズバック・コマンチ条約が締結された[6]
- 1850年代、リンドン・B・ジョンソンの祖父にあたるサミュエル・イーリー・ジョンソン・シニアと弟のジェシー・トマス・ジョンソンが、ジョンソンシティで牧畜業を始めた。町の名は甥のジェイムズ・ポーク・ジョンソンに因んだものだった。ジョンソン家はアラバマ州から移住してきていた[7][8]
- 1854年-1855年、ジェイムズ・ヒューズ・キャラハン大尉とイーライ・クレメンス・ハインズが、郡内最初の白人開拓者になった。ジョセフ・バードがバードタウンを設立し、その後ラウンドマウンテンと改名した[9]。ジョン・D・ピッツ将軍、ウィリアム・S・ジョーンズ判事、アンドリュー・M・リンゼー、ジェイムズ・ヒューズ・キャラハン、F・W・チャンドラーが、ピッツバーグ土地会社を設立した。彼等は1835年にコアユイラ・イ・テハス州から認可されていた特許土地を購入した。後にブランコ市となる土地の川向かいに、ピッツ将軍に因んでピッツバーグと名付けた町を造った。[5]
- 1858年2月12日、バーネット郡、コマール郡、ジルスピー郡、ヘイズ郡の一部を合わせてブランコ郡が設立され、郡名は郡内を横切るブランコ川に因んで名付けられた。郡庁所在地もブランコと名付けられた[5]
- 1860年、郡人口は1,218人であり、このうち奴隷が98人いた。開拓者は大半がイギリス系アメリカ人のプロテスタントであり、テネシー州やアラバマ州の出身だった。農業と牧畜業が経済の中心だった[5]
- 1861年、郡民投票でアメリカ合衆国からの脱退に反対を決めた[5]
- 1862年、テキサス州議会がブランコ郡南西部からケンドール郡を創設した。その後ヘイズ郡とバーネット郡の一部をブランコ郡に組み入れた[5]
- 1885年、郡庁舎を石灰岩造りのものに更新した。現在は「オールド郡庁舎」と呼ばれている[10]
- 1883年、ブランコ高校が設立された
- 1891年、ジョンソンシティが新しく郡庁所在地に指定された[11]
- 1910年、綿花が郡内最大の農産物になった
- 1900年-1930年、郡内の農家はピーナッツ、モモ、ピーカン、ナシ、プラム、ブドウ、イチジクを栽培するようになった。
- 1915年、サミュエル・イーリー・ジョンソン・ジュニアとその妻レベカ・ベインズ・ジョンソンが、その5人の子供達と共にジョンソンシティの家に移転した。子供達の一人がリンドン・B・ジョンソンだった[12]
- 1929年、モモとピーカンの木は2万本以上が収穫されていた
- 1933年-1942年、市民保全部隊の公共事業で郡内の公園やインフラが整備された[5]
- 1934年、ブランコ州立公園が開設された[13]
- 1937年、リンドン・B・ジョンソンが、ジョンソンシティの家の東ポーチから、アメリカ合衆国下院議員の選挙運動を始めた[14]
- 1938 リンドン・B・ジョンソンが農村電化を熱心に推進した。最初の電灯が灯った[15]
- 1960年代、リンドン・B・ジョンソンが副大統領になり、その後大統領になった。観光が重要な産業になった
- 1970年、パーダナリス・フォールズ州立公園が公開された[16]

## 地理
アメリカ合衆国国勢調査局に拠れば、郡域全面積は713平方マイル (1,847 km2)であり、このうち陸地711平方マイル (1,841 km2)、水域は2平方マイル (5 km2)で水域率は0.30％である。ブランコ郡は州央のテキサス・ヒル・カントリーに位置しており、州都オースティン市の西、サンアントニオ市からは北にあたる。ブランコ川とパーダナリス川の2つが郡内を流れている。

### 主要高規格道路
- アメリカ国道281号線
- アメリカ国道290号線

### 隣接する郡
- バーネット郡 - 北
- トラヴィス郡 - 北東
- ヘイズ郡 - 東
- コマール郡 - 南東
- ケンドール郡 - 南西
- ジルスピー郡 - 西
- リャノ郡 - 北西

### 国立保護地域
- リンドン・B・ジョンソン国立歴史公園（部分）

## 人口動態
以下は2000年の国勢調査による人口統計データである。
| 基礎データ - 人口: 8,418人 - 世帯数: 3,303 世帯 - 家族数: 2,391 家族 - 人口密度: 5人/km2（12人/mi2） - 住居数: 4,031軒 - 住居密度: 2軒/km2（6軒/mi2） 人種別人口構成 - 白人: 90.97% - アフリカン・アメリカン: 0.74% - ネイティブ・アメリカン: 0.59% - アジア人: 0.19% - 太平洋諸島系: 0.01% - その他の人種: 5.88% - 混血: 1.62% - ヒスパニック・ラテン系: 15.32% 年齢別人口構成 - 18歳未満: 24.4% - 18-24歳: 6.2% - 25-44歳: 25.6% - 45-64歳: 27.1% - 65歳以上: 16.7% - 年齢の中央値: 41歳 - 性比（女性100人あたり男性の人口） - 総人口: 97.7 - 18歳以上: 94.9 | 世帯と家族（対世帯数） - 18歳未満の子供がいる: 30.4% - 結婚・同居している夫婦: 61.5% - 未婚・離婚・死別女性が世帯主: 7.2% - 非家族世帯: 27.6% - 単身世帯: 24.0% - 65歳以上の老人1人暮らし: 10.8% - 平均構成人数 - 世帯: 2.50人 - 家族: 2.96人 収入と家計 - 収入の中央値 - 世帯: 39,369米ドル - 家族: 45,382米ドル - 性別 - 男性: 31,717米ドル - 女性: 21,879米ドル - 人口1人あたり収入: 19,721米ドル - 貧困線以下 - 対人口: 11.2% - 対家族数: 8.1% - 18歳未満: 14.2% - 65歳以上: 9.8% |

## 都市と町
| 都市                          | 町                 | 未編入の町 |
| ----------------------------- | ------------------ | ---------- |
| ブランコ                      | ラウンドマウンテン | ハイ       |
| ジョンソンシティ - 郡庁所在地 |                    |            |